# Boris Said III

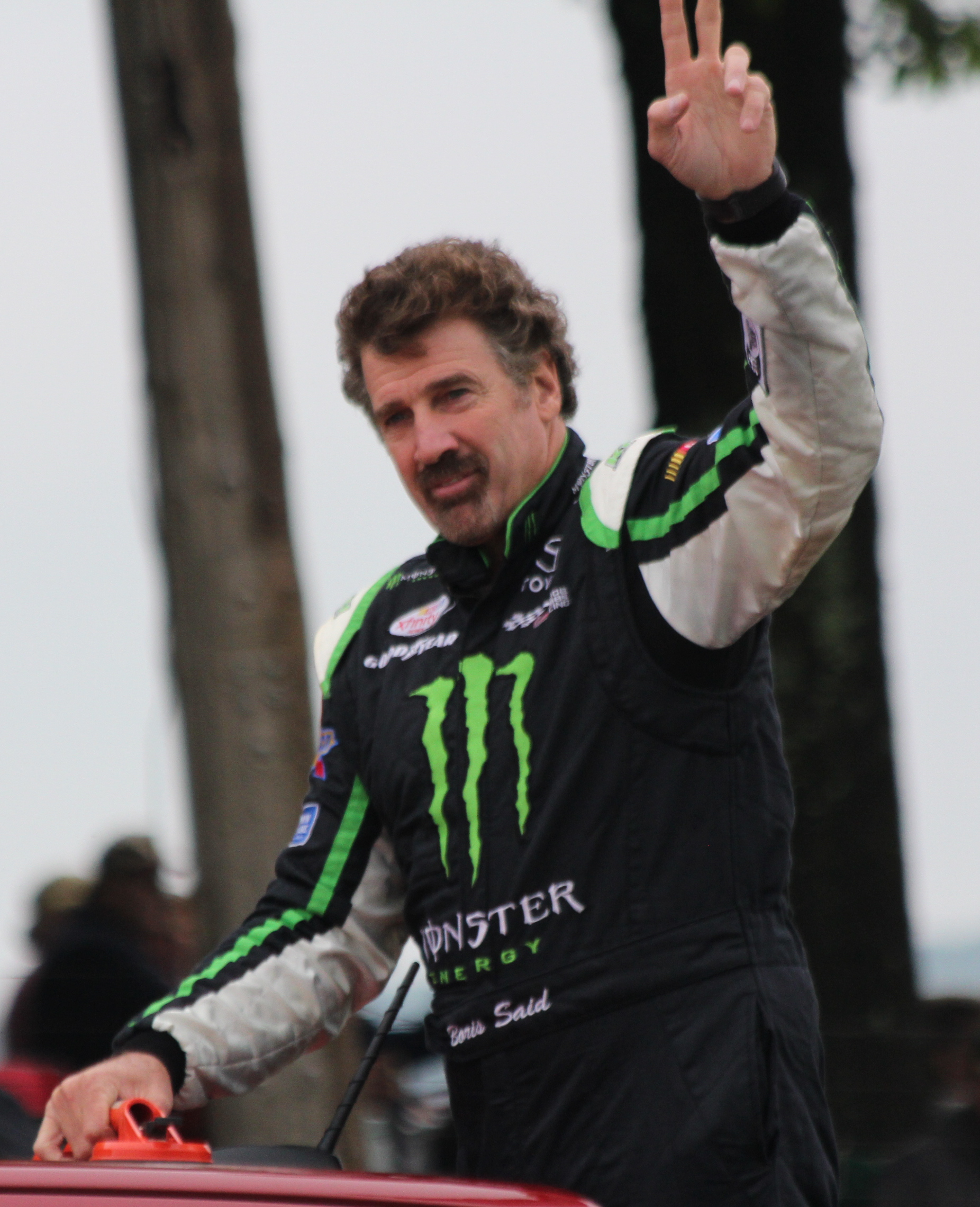
Boris Said III 2015

Boris Said III (* 18. September 1962 in New York City) ist ein ehemaliger US-amerikanischer Autorennfahrer und der Sohn von Bob Said.

## Karriere als Rennfahrer
Boris Said war ein vielseitiger Rennfahrer, der in unterschiedlichen Rennserien aktiv war. Die größten Erfolge gelangen ihm im Sportwagensport, wo er 1989, 1990 und 1991 die SCCA National Championship gewann. In den 2000er-Jahren war er regelmäßiger Starter im Winston Cup der NASCAR. Außerdem ging er in der Xfinity Series und in der Craftsman Truck Series an den Start. 
Seine beste Platzierung beim 12-Stunden-Rennen von Sebring war der zehnte Gesamtrang 1998, gemeinsam mit Bill Auberlen im  BMW M3. Seine einzige Teilnahme am 24-Stunden-Rennen von Le Mans endete 1994 mit einer Disqualifikation.

## Statistik

### Le-Mans-Ergebnisse
| Jahr | Team                 | Fahrzeug                       | Teamkollege        | Teamkollege    | Platzierung     | Ausfallgrund |
| ---- | -------------------- | ------------------------------ | ------------------ | -------------- | --------------- | ------------ |
| 1994 | Callaway Sports Inc. | Callaway Corvette SuperNaturel | Michel Maisonneuve | Frank Jelinski | Disqualifiziert |              |

### Sebring-Ergebnisse
| Jahr | Team                       | Fahrzeug                | Teamkollege        | Teamkollege           | Teamkollege  | Teamkollege | Platzierung             | Ausfallgrund |
| ---- | -------------------------- | ----------------------- | ------------------ | --------------------- | ------------ | ----------- | ----------------------- | ------------ |
| 1993 | Morrison Motorsports       | Chevrolet Corvette ZR-1 | Andy Pilgrim       | Ronny Meixner         | Ron Nelson   | Don Knowles | Rang 15                 |              |
| 1997 | Prototype Technology Group | BMW M3                  | Marc Duez          | Dieter Quester        |              |             | Rang 15                 |              |
| 1998 | Prototype Technology Group | BMW M3                  | Bill Auberlen      |                       |              |             | Rang 10 und Klassensieg |              |
| 1999 | Prototype Technology Group | BMW M3                  | Hans-Joachim Stuck | Peter Cunningham      |              |             | Ausfall                 | Kühler       |
| 2000 | Prototype Technology Group | BMW M3 E46              | Hans-Joachim Stuck | Johannes van Overbeek |              |             | Ausfall                 | Bremsdefekt  |
| 2001 | Prototype Technology Group | BMW M3 E46              | Hans-Joachim Stuck | Peter Cunningham      |              |             | Rang 12                 |              |
| 2003 | Alegra Motorsports         | BMW M3 E46              | Catersby Jones     | Carlos de Quesada     |              |             | Ausfall                 | Motorschaden |
| 2011 | Robertson Racing           | Ford GT                 | Andrea Robertson   | David Robertson       |              |             | Rang 26                 |              |
| 2014 | Marsh Racing               | Chevrolet Corvette DP   | Eric Curran        | Guy Cosmo             |              |             | Ausfall                 | Mechanik     |
| 2015 | Turner Motorsport          | BMW Z4 GTE              | Markus Palttala    | Michael Marsal        | Andy Priaulx |             | Rang 25                 |              |
| 2017 | SunEnergy1 Racing          | Mercedes-AMG GT3        | Kenny Habul        | Tristan Vautier       |              |             | Rang 18                 |              |